# 랜스 바너드
랜스 허버트 바너드(영어: Lance Herbert Barnard, 1919년 5월 1일~1997년 8월 6일)는 오스트레일리아의 정치인이다.

## 생애
1919년 5월 1일 태즈메이니아주 론서스턴에서 클로드 바너드와 마사 매켄지 사이 3 자녀 중 막내로 태어났다. 아버지 클로드 바너드는 소방수이자 노조 지도자로, 1934년 총선에서 배스 선거구에 노동당 소속으로 출마해 당선됐다. 이후 클로드 바너드는 벤 치플리 내각에서 송환장관을 맡았으나 1949년 총선에서 자유당 후보에게 패해 물러났다.
랜스 바너드는 론서스턴에 있는 기술학교에 입학했지만 대공황으로 집안이 어려워지자 학교를 중퇴한 후, 낮에는 목재 근로자로 일하고 밤에는 야간학교에서 수학했다. 제2차 세계 대전이 발발하자 1940년 입대, 이후 중동 지역에서 복무했다. 1954년 총선에서 바너드는 배스 선거구에 출마해 아버지를 낙선시킨 자유당 후보와 맞붙어 승리했다.
1997년 8월 6일 멜버른에서 사망했다.

## 역대 선거 결과
| 선거명      | 직책명                 | 대수 | 정당                  | 득표율 | 득표수   | 결과 | 당락               |
| ----------- | ---------------------- | ---- | --------------------- | ------ | -------- | ---- | ------------------ |
| 1954년 선거 | 하원의원 (베스 선거구) | 21대 | 오스트레일리아 노동당 | 51.0%  | 16,623표 | 1위  | 베스 하원의원 당선 |
| 1955년 선거 | 하원의원 (베스 선거구) | 22대 | 오스트레일리아 노동당 | 55.5%  | 18,197표 | 1위  | 베스 하원의원 당선 |
| 1958년 선거 | 하원의원 (베스 선거구) | 23대 | 오스트레일리아 노동당 | 55.6%  | 18,800표 | 1위  | 베스 하원의원 당선 |
| 1961년 선거 | 하원의원 (베스 선거구) | 24대 | 오스트레일리아 노동당 | 62.7%  | 21,601표 | 1위  | 베스 하원의원 당선 |
| 1963년 선거 | 하원의원 (베스 선거구) | 25대 | 오스트레일리아 노동당 | 58.3%  | 21,182표 | 1위  | 베스 하원의원 당선 |
| 1966년 선거 | 하원의원 (베스 선거구) | 26대 | 오스트레일리아 노동당 | 57.2%  | 21,262표 | 1위  | 베스 하원의원 당선 |
| 1969년 선거 | 하원의원 (베스 선거구) | 27대 | 오스트레일리아 노동당 | 52.2%  | 20,214표 | 1위  | 베스 하원의원 당선 |
| 1972년 선거 | 하원의원 (베스 선거구) | 28대 | 오스트레일리아 노동당 | 58.8%  | 23,439표 | 1위  | 베스 하원의원 당선 |
| 1974년 선거 | 하원의원 (베스 선거구) | 29대 | 오스트레일리아 노동당 | 54.0%  | 23,677표 | 1위  | 베스 하원의원 당선 |